# Orthostigma katharinae
Orthostigma katharinae är en stekelart som beskrevs av Fischer 1995. Orthostigma katharinae ingår i släktet Orthostigma och familjen bracksteklar. Inga underarter finns listade i Catalogue of Life.